# Cloniophorus rufipes
Cloniophorus rufipes är en skalbaggsart som beskrevs av Schmidt 1922. Cloniophorus rufipes ingår i släktet Cloniophorus och familjen långhorningar.
Artens utbredningsområde är Togo. Inga underarter finns listade i Catalogue of Life.